# Victor-Oscar Guétin

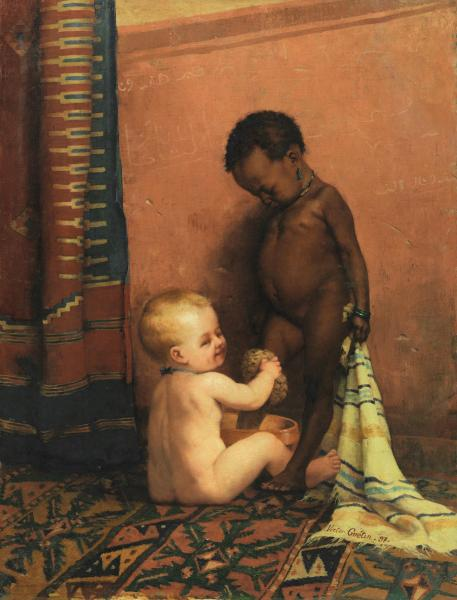
Zwei Kinder

Victor-Oscar Guétin (* 17. März 1872 in Saint-Denis; † 1. November 1916 in Sannois) war ein französischer Maler.
Er studierte ab 1889 an der École  des beaux-arts de Paris bei Jules Lefebvre, Jean-Joseph Benjamin-Constant und Tony Robert-Fleury. 
Nach dem Studium nahm er ab 1898 an Wettbewerben um den Prix de Rome teil. Seine Bilder brachten ihm Auszeichnungen, aber erst beim dritten Mal gewann er den ersehnten Hauptpreis, was ihm einen dreijährigen Aufenthalt von 1902 bis 1905 in der römischen Villa Medici gab. Die dort entstandenen Gemälde stellte er in Paris aus. Im Salon der Société des Artistes Français erhielt er eine lobende Erwähnung. 
Auf den folgenden Ausstellungen erhielt er 1902 eine Medaille der dritten Klasse und 1908 eine Medaille der zweiten Klasse. Für sein Gemälde „Après le bain“ gewann er 1909 den Jean-Jacques Henner-Preis.
Victor Guétin diente als Vorbild für seinen Freund Adolphe Déchenaud (1868–1926) für sein Gemälde „Die drei Freunde“.
Während des Ersten Weltkrieges wurde er zum Militärdienst berufen. Er erkrankte  an der Front und starb im Alter von 44 Jahren.